# 張鼐 (成化進士)
張鼐（1443年—1510年），字用和，山東濟南府歷城縣（今山東省濟南市）人，明朝政治人物，成化乙未進士，正德初官至南京右都御史。因得罪劉瑾、焦芳，獲罪下獄。後平反，嘉靖初賜祭葬。

## 生平
早年出身國子生，进山東鄉試第五十一名。成化十一年（1475年）登乙未科進士。授襄陵縣知縣，入爲監察御史。憲宗末年，曾經劾妖僧繼曉、方士鄧常恩等，巡按江西。因尹直等構罪，張鼐與巡撫閔珪被貶，謫為郴州判官。
孝宗弘治三年（1490年），陞河南按察司僉事，進參議，因協助治理黃陵岡遷副使。弘治十五年（1502年），升按察使。同年秋，授都察院右僉都御史，巡撫遼東。
武宗繼位后，張鼐改巡撫宣府。正德元年（1506年）召還，進都察院右副都御史署院事。因得罪劉瑾，改南京右都御史，與焦芳父子交惡，因遼東軍餉等事被逮捕下獄。總兵官毛倫等具奏諸人苦狀，后得到折價從緩。劉瑾被誅后，已去世的張鼐獲恢復官職。

## 家族
曾祖父張敬中。祖父張獻，曾任光祿寺署丞。父亲張諒，曾任陰陽正術。
娶翟氏，封恭人。子张齐（1471年-1525年），字宗魯，弘治乙卯舉人，正德八年任金華府同知，嘉靖元年迁泾府左长史。